# Maria de Jesus (supercentenária)
Maria de Jesus (Vila Nova de Ourém, Olival, 10 de setembro de 1893 — Tomar, 2 de janeiro de 2009) foi uma cidadã portuguesa supercentenária, considerada oficialmente a pessoa mais velha do mundo (decana da Humanidade) por cinco semanas. Morreu com 115 anos e 114 dias. Foi a decana da humanidade desde a morte de Edna Parker ocorrida em 26 de novembro de 2008, sendo a última sobrevivente das pessoas nascidas em 1893. Foi por isso, a pessoa mais velha de Portugal desde a morte de Maria do Couto Maia-Lopes, em 25 de julho de 2005 e a pessoa mais velha da Europa desde o falecimento de Camille Loiseau, em 12 de agosto de 2006. Tornou-se a portuguesa mais velha de sempre a 11 de junho de 2008. Está entre as 50 pessoas mais velhas de sempre.

## Vida
Maria de Jesus nasceu e foi batizada na freguesia do Olival, concelho de Vila Nova de Ourém, no distrito de Santarém, no então Reino de Portugal. Era filha natural de Joaquina de Abreu, doméstica e natural de Urqueira, então um lugar da freguesia do Olival e atualmente sede de freguesia, e neta de João Ferreira e Margarida de Abreu.
A 11 de outubro de 1919, casou na Câmara Municipal de Torres Novas com José dos Santos Júnior, que faleceu a 8 de dezembro de 1951. Maria de Jesus ficou então viúva, com 58 anos. Teve seis filhos (uma dos quais morreu à nascença e dois morreram adultos, mas antes de Maria de Jesus), 11 netos, 16 bisnetos e cinco trinetos.
Foi trabalhadora rural e viveu a maior parte da sua vida na freguesia do Olival, em Ourém. Era cega de um olho desde um acidente quando criança. Sempre foi bastante religiosa e viveu os últimos anos de vida com a filha, Madalena, de 84 anos, na aldeia de Corujo, da freguesia de Madalena, concelho de Tomar, onde conheceu o marido, falecido em 1951. Gostava de apanhar sol e nunca apreciou pratos de carne, café ou bebidas alcoólicas, sendo arroz doce a sua sobremesa favorita. Nunca gostou de Salazar, mas nutria uma simpatia por Marcello Caetano. Em 1994 tentou aprender a ler, mas não conseguiu. Foi a pessoa mais velha a visitar a Expo 98, tendo por isso direito a tratamento VIP.
Morreu a 2 de janeiro de 2009, em Tomar (freguesia ignorada), numa ambulância a caminho do hospital da cidade, para onde se encontrava a ser transportada por precaução devido a um inchaço nas mãos.